# CBS Media Ventures
CBS Media Ventures eses la división de distribución de transmisiones televisivas de CBS Studios, la cual es una división de CBS Entertainment Group y a su vez una división de Paramount Skydance Corporation, fundada el 17 de enero de 2006 por CBS Corporation tras la fusión de CBS Paramount Domestic Television y KingWorld.
En su lanzamiento, la división estuvo dirigida por Roger King, director ejecutivo de KingWorld, quien integró su propia productora a la división hasta su fallecimiento el 8 de diciembre de 2007. Anteriormente, era la principal división de distribución de Paramount Media Networks (ahora gestionada por Paramount Global Content Distribution), y actualmente es la división insignia de distribución de CBS, en colaboración con Warner Bros. Domestic Television Distribution para The CW. La división también incluye CBS Home Entertainment, la división de entretenimiento doméstico de CBS.

## Fondos
La compañía maneja los derechos de distribución a series adquiridos de las colecciones de Paramount Television (incluyendo las series de Desilu Productions, Paramount Television, Viacom Productions y Viacom Enterprises, Republic Pictures, Big Ticket Entertainment, Spelling Television, y Worldvision Enterprises) y de CBS (incluyendo las series de CBS Productions, King World Productions, la mayoría de las series de Westinghouse Broadcasting, y sus propias series sindicadas). CBS también maneja los derechos de televisión a mucho de sus películas teatrales. La compañía anteriormente distribuyó las colecciones de Paramount Pictures y Republic Pictures, entre otras empresas. La compañía es también responsable de los derechos internacionales de distribución de televisión de series de Rysher Entertainment incluyendo ciertas series de HBO a través de su división CBS Studios International.
Esto marcaría el sexto nombre de distribución ya era previamente conocido como CBS Television Film Sales (1952-1958), CBS Films, Inc. fue el segundo (1958-1967), CBS Enterprises fue el tercero (1968-1971), Eyemark Entertainment fue el cuarto (1995-2000), y CBS Paramount Televisión Nacional fue el quinto (2006-2007).

## Historia
Desde 2006 hasta 2008, CTD (en conjunto con Tribune Entertainment distribuyó las bibliotecas de DreamWorks Television y DreamWorks Pictures después de que Viacom adquirió DreamWorks en febrero de 2006. Esos derechos de distribución son actualmente manejados por Disney-ABC Domestic Television (para series de televisión de acción en viva y para películas de acción en viva estrenadas después en septiembre de 2005), y Trifecta Entertainment & Media (para películas anteriores de acción en viva y para todas producciones animadas).
Hasta mayo de 2009, CTD distribuyó la biblioteca de Paramount Pictures en la televisión. Entonces, CBS también se redujo el nombre de "Paramount" de la televisión permanentemente, cambiando el nombre de CBS Paramount Television a CBS Television Studios. Paramount también ha unido a Trifecta. Sin embargo, CTD continúa distribuir películas con derechos actualmente manejados por CBS (o una subdivisión del mismo), incluyendo las películas de Cinema Center Filmsy CBS Theatrical Films, junto con unas pocas entradas seleccionadas para las cuales CBS compró los derechos accesorios en años posteriores (tales como My Fair Lady).
El apodo actual por su brazo de distribución en países extraños es CBS Studios International (desde 2009). Sus predecesores fueron CBS Broadcast International y CBS Paramount Television International.
En 2012, CBS Television Distribution dejó de ser una entidad corporativa, convirtiéndose en una división de CBS Studios, Inc.

## Nombres anteriores
- CBS Films (1953–1971)
- Viacom Enterprises (1971–1995)
- Desilu Productions (1962–1967)
- Paramount Domestic Television (1967–2006)
- Worldvision Enterprises (1973–1999)
- Westinghouse Broadcasting (1963–1995)
- Eyemark Entertainment (1995–2000)
- CBS Paramount Domestic Television (2006–2007)
- King World Productions (1964–2007)